# Partit Popular (Espanya)
|  | «PP» redirigeix aquí. Vegeu-ne altres significats a «PP (desambiguació)». |

El Partit Popular (PP; en castellà, Partido Popular) és un partit polític espanyol situat en la dreta política. S'autodenominen democristians i conservadors liberals. Va ser fundat en el gener de 1989, encara que va ser refundat, substituint l'antiga Aliança Popular. Des de 2011 i fins 2018, va ser el partit que va ocupar el Govern d'Espanya, sota el mandat de Mariano Rajoy, fins que va ser desplaçat a causa de l'aprovació d'una moció de censura en la seva contra liderada per Pedro Sánchez. La sentència de la investigació judicial del cas Gürtel el converteix en el  "primer partit polític en democràcia condemnat per corrupció a Espanya".
El Partit Popular va governar Espanya entre 1996 i 2004, amb José María Aznar com a president. La primera legislatura del govern Aznar, el PP va obtenir majoria simple, amb 156 escons, i va rebre el suport en la investidura de CiU, CC i el PNB. La segona legislatura, a partir del 2000, va governar amb majoria absoluta (amb 183 escons). Actualment governa a diverses comunitats autònomes, entre elles en Galícia o Madrid. Forma part del Partit Popular Europeu.

## Història
El Partit Popular sorgeix de l'evolució d'Alianza Popular, un dels partits d'ideologia conservadora que va sorgir durant el període de la transició democràtica espanyola, dirigit per Manuel Fraga Iribarne (amb llarga experiència de govern com a ministre franquista). Fou creat el 9 d'octubre de 1976 i que incorporava molts antics governants del règim franquista:
- Reforma Democràtica, liderada per Manuel Fraga Iribarne, ministre d'Informació i Turisme entre 1962 i 1969, i vicepresident del Govern i ministre de la Governació entre 1975 i 1976.
- Unión del Pueblo Español, liderada per Cruz Martínez Esteruelas, ministre de Planificació de Desenvolupament entre 1973 i 1974 i ministre d'Educació i Ciència entre 1974 i 1976.
- Acción Democrática Española, liderada per Federico Silva Muñoz, ministre d'Obres Públiques entre 1965 i 1970.
- Democracia Social, liderada per Licinio de la Fuente y de la Fuente, ministre de Treball entre 1969 i 1975, així com vicepresident del Govern entre 1974 i 1975
- Acción Regional, liderada per Laureà López Rodó, ministre sense cartera entre 1965 i 1967, ministre del Plan de Desarrollo entre 1967 i 1973 i ministre d'Afers exteriors entre 1973 i 1974.
- Unión Social Popular, liderada per Enrique Thomas de Carranza.
- Unión Nacional Española, liderada per Gonzalo Fernández de la Mora, ministre d'Obres Públiques entre 1970 i 1974.
- Altres petits partits de centredreta

A les eleccions generals espanyoles de 1977 va obtenir 16 escons i el 8,2% dels vots. Durant els anys 80, va formar coalició amb el PDP, i rebé el nom de Coalició Popular, i finalment es va refundar en l'actual Partit Popular.
El Partit Popular va sorgir de la refundació d'Alianza Popular feta en el IX Congrés d'Aliança Popular (gener de 1989). Com a conseqüència de la refundació, el PP va abandonar la Internacional Conservadora, i es va unir a la Internacional Democratacristiana. Això fa que sigui considerat com un partit democratacristià i no conservador.

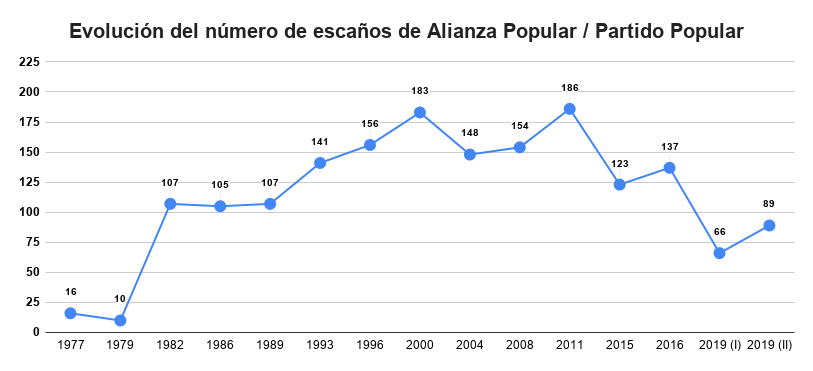
Evolució de l'Aliança Popular i el Partit Popular

A partir de les eleccions generals del 1982, en les què es presenta amb el Partit Demòcrata Liberal esdevé el principal partit de l'oposició, ocupant l'espai de la desapareguda UCD formant la Coalició Popular amb el Partit Demòcrata Liberal i el Partit Liberal, procedents de la UCD, i els partits regionalistes Unió Valenciana, Unión del Pueblo Navarro, Partido Aragonés Regionalista i Centristes de Galícia i guanyant governs autonòmics i municipals.

### Els governs d'Aznar
Dirigit per José María Aznar des del X Congrés del partit d'abril de 1990, en les eleccions generals aconseguí 141 escons (34 més que en les de 1989), consolidant-se com a partit d'oposició. El PP va aconseguir majoria simple a les Corts espanyoles, en les eleccions del 1996, després de derrotar el PSOE. Aznar va aconseguir la presidència del govern amb el suport de CiU i el PNV. La seva política va estar dominada per una reeixida agenda econòmica, afavorida per la bonança internacional, amb ajustaments pressupostaris per tal d'assolir el dèficit zero, i amb l'objectiu de complir els criteris de convergència amb l'euro. Sota el seu govern l'economia espanyola va mostrar una força considerable al créixer més ràpid que la de molts altres països europeus, donat el baix nivell del que partia. Es va reduir l'atur (de més del 20% l'any 1996 a prop de l'11% el 2003), es va mantenir la inflació dintre dels marges marcats per la Unió Europea i es van sanejar els comptes públics per primera vegada des del retorn de la democràcia a Espanya. Seguint les idees liberals econòmiques amb les quals havia arribat al poder, part d'aquest creixement econòmic es va fer mitjançant una política de privatitzacions de serveis públics. Entre 1996 i 1999 es va procedir a la plena integració d'Espanya en l'estructura militar de l'OTAN i en la Unió Europea, tenint el país una major projecció internacional.
En les eleccions del 2000 va tornar a guanyar, aquesta vegada amb majoria absoluta. Durant bona part d'aquest segon mandat, el govern del PP va aconseguir uns bons resultats econòmics i uns notables èxits en la lluita contra el terrorisme d'ETA, tot i que des de l'oposició se'l va acusar de manca de diàleg amb els altres partits polítics, sobretot amb els nacionalistes bascos (PNV). A partir de 2002 es va produir un gran desgast del Govern a causa d'una gran agitació política i social entorn de certes qüestions: la conflictivitat laboral, incloent una vaga general el 2002, el decret de reforma universitària (LOU), l'aplicació del Pla Hidrològic Nacional (PHN), la gestió de l'accident del petrolier "Prestige" (que va provocar una marea negra a les costes gallegues i cantàbriques). També rebé crítiques ciutadanes pel seu suport a George Bush i Tony Blair, a pesar de la important mobilització en contra de la intervenció armada, en l'ocupació de l'Iraq.
El 30 d'agost de 2003 Mariano Rajoy va ser proposat per José María Aznar com a Secretari General del PP i candidat a la Presidència del Govern, esdevenint el nou líder del partit després del XIV Congrés del Partit Popular. El PP, ja amb Rajoy al front, va quedar segon en les eleccions del 2004, perdent així el govern. Aquestes eleccions van tenir lloc només tres dies després de l'atemptat de l'11-M a Madrid perpetrat per activistes de l'organització integrista islàmica Al-Qaeda i que el govern del PP va atribuir en un primer moment a ETA.

### Amb Mariano Rajoy a l'oposició
Al XV Congrés del partit José María Aznar fou nomenat president d'honor del partit, fins que renuncià en 20 de desembre de 2016 per desavinences amb la línia del partit. Des de l'oposició del govern d'Espanya, el PP sempre ha estat radicalment en contra del Nou Estatut de Catalunya, també en l'actualitat. S'ha oposat enèrgicament a la llei del matrimoni homosexual participant en les manifestacions del Fòrum de la família. A Galícia, Fraga quedà primer en les autonòmiques, però no pogué impedir que un pacte PSG-BNG li tragués el govern.

### Govern i corrupció en la dècada de 2010
La crisi financera espanyola va provocar la caiguda del govern de José Luis Rodríguez Zapatero, que va convocar eleccions anticipades en 2011 que guanyà el Partit Popular de Mariano Rajoy Brey amb majories absolutes al congrés i al senat.
L'economia espanyola va haver de ser rescatada en 2012 amb 100.000 milions d'euros dels fons de la zona euro. i la Troika (Comissió Europea, Banc Central Europeu i Fons Monetari Internacional) va establir un programa de recuperació econòmica. Espanya va negociar el suport financer d'un paquet de "Línia de crèdit condicionada amb precaució" (PCCL).
En la dècada de 2010 s'ha vist esquitxat per nombrosos casos de corrupció, com el cas Bárcenas de sobresous ala dirigents, el Cas Gürtel, el Cas Palma Arena, el Cas Nóos, el cas Fabra, o l'operació Púnica, amb desenes d'imputats. El 2016, El Mundo va aconseguir un document PowerPoint que explicava als alcaldes del partit de la Comunitat de Madrid com finançar-se de manera irregular sense que el Tribunal de Comptes poguera assabentar-se. Aquesta pràctica va ser exercida per desenes d'alcaldes i se sap que la primera consulta del document data del 13 de gener de 1999.
El govern popular va iniciar l'operació Catalunya després de la manifestació de l'11 de setembre del 2012 amb el lema «Catalunya, nou estat d'Europa», en la que un milió i mig de persones es manifesten pels carrers de Barcelona a favor del dret a decidir, a partir d'una reunió mantinguda el 26 d'octubre de 2012 entre el comissari del Cos Nacional de Policia d'Espanya José Manuel Villarejo, la secretaria general del Partit Popular i presidenta de Castella-la Manxa, María Dolores de Cospedal, i Ignacio López del Hierro. Mariano Rajoy, el president del govern, era coneixedor de les maniobres de les clavegueres de l'estat contra els seus enemics polítics.
En 20 de desembre de 2015 el Partit Popular, encapçalat per Mariano Rajoy va guanyar les Eleccions generals espanyoles de 2015 sense majoria per la divisió del vot de la dreta amb l'aparició de Ciutadans i de l'esquerra amb Podem, però incapaç de formar govern, va declinar l'oferiment de Felip VI d'Espanya de formar govern en 22 de gener, d'aquesta manera es van forçar unes segones eleccions generals, que van tenir lloc el 26 de juny de 2016, amb uns resultats similars. El 30 d'agost de 2016 es va presentar a una sessió d'investidura, tot i no tenir prou vots. En 29 d'octubre, amb l'abstenció del PSOE i el suport de Ciutadans i Coalició Canària fou investit de nou com a President del Govern.
Minuts més tard de la declaració d'Independència de Catalunya, el 27 d'octubre de 2017 Mariano Rajoy anuncia l'aplicació de l'article 155 de la Constitució espanyola de 1978, pel qual la Generalitat de Catalunya passa a estar sota control del Govern del Regne d'Espanya i delega les funcions de la presidència de la Generalitat en la vicepresidenta del Govern Espanyol, Soraya Sáenz de Santamaría, i les funcions de cada conselleria són assumides pels diferents ministres del Govern Espanyol. Així mateix, declara dissolt el Parlament de Catalunya i convoca eleccions autonòmiques a Catalunya pel dia 21 de desembre de 2017. El President Carles Puigdemont i diversos consellers i conselleres s'exilien a Brussel·les, i altres consellers són imputats pel Tribunal Suprem amb càrrecs de rebel·lió, sedició o desobediència; i acaben en presó preventiva.
La sentència del cas Gürtel, feta el maig de 2018, va concloure que durant més de dos dècades el partit ha tingut una comptabilitat econòmica fora del circuit econòmic, implicant un mecanisme de finançament irregular, provocant la moció de censura a Mariano Rajoy, i que fos investit president Pedro Sánchez del Partit Socialista Obrer Espanyol. Es van convocar primàries per a l'elecció del nou líder del partit en les que Pablo Casado, considerat hereu d'Aznar va guanyar a Soraya Sáenz de Santamaría, considerada hereva de Rajoy amb el 57% dels vots.

### Liderat de Pablo Casado
El 2019 es van celebrar dues eleccions generals a Espanya, les primeres  el 28 d'abril i, després de la investidura fallida del socialista Pedro Sánchez, d'altres el 10 de novembre. En totes dues va concórrer Pablo Casado com a líder del PP i cap de llista per Madrid, en les primeres es consolidà l'esperada baixada de vots del PP, que passà de 137 a 66 diputats obtenint el pitjor resultat de la seva història per la divisió del vot de dreta amb Ciutadans i Vox. A les segones, el partit recupera un 14,8 % de vots i 23 diputats, fins als 89. El bloc de l'esquerra, amb 158 diputats va superar el de la dreta amb 149 diputats, però no aconsegueix majoria absoluta i obté menys escons que a l'abril, quan va obtenir 158 davant de 166 de la dreta.

### Liderat d'Alberto Núñez Feijóo
La crisi interna del Partit Popular va posar en dubte el lideratge de Pablo Casado i el va portar a no presentar-se al Congrés Extraordinari del partit que va tenir lloc a la ciutat de Sevilla, i Alberto Núñez Feijóo va dimitir com a president del PP de Galícia i el 2 d'abril del 2022 va ser proclamat President del Partit. Alberto Núñez Feijóo dirigeix el partit de cara a les eleccions autonòmiques i municipals del 28 de maig de 2023, en les què el PP tenyeix de blau el mapa polític i absorbint el vot de Ciutadans aconsegueix ser el partit més votat de l'Estat, i pactant amb Vox revalida els governs autonòmics de l'Aragó, Múrcia i Castella i Lleó i aconsegueix la majoria dels que estaven governats pel PSOE com el País Valencià, les Illes Balears, Extremadura i La Rioja.
Després de la victòria del Partit Popular a les eleccions generals espanyoles de 2023, en què el partit va aconseguir 137 escons, 48 més que en 2019, Felip VI d'Espanya va encarregar a Alberto Núñez Feijóo intentar la investidura però no va ser capaç d'aconseguir els suports suficients a la segona votació de la seva investidura, amb 172 vots a favor del Partit Popular, Vox, Coalició Canària i Unió del Poble Navarrès i 177 en contra, i finalment fou escollit Pedro Sánchez.
L'11 de juliol de 2024 Vox va trencar els pactes de govern amb el PP d'Aragó, el País Valencià, Múrcia, Extremadura i Castella i Lleó pel suport popular al repartiment a altres comunitats autònomes de menors migrants no acompanyats arribats a Canàries, tanmateix, en març de 2025 va recolzar els pressupostos del País Valencià i posteriorment va recolzar els de les Illes Balears i la Regió de Múrcia.
En el XXI Congrés de la formació, celebrat a Madrid el 4, 5 i 6 de juliol de 2025 que refermà Núñez Feijóo en el liderat, Miguel Tellado es convertí en el nou secretari general, i Esther Muñoz de la Iglesia en la nova portaveu.

## Resultats electorals
| Eleccions generals espanyoles | Eleccions generals espanyoles | Eleccions generals espanyoles | Eleccions generals espanyoles | Eleccions generals espanyoles | Eleccions generals espanyoles | Eleccions generals espanyoles | Eleccions generals espanyoles | Eleccions generals espanyoles | Eleccions generals espanyoles |
| Any                           | Candidat                      | Vots                          | +/–                           | %                             | +/–                           | Escons                        | +/–                           | Govern                        |                               |
| ----------------------------- | ----------------------------- | ----------------------------- | ----------------------------- | ----------------------------- | ----------------------------- | ----------------------------- | ----------------------------- | ----------------------------- | ----------------------------- |
| 1989                          | José María Aznar López        | 5.117.049                     | N/D                           | 25,14 / 100                   | N/D                           | 107 / 265                     | N/D                           | Oposició                      |                               |
| 1993                          | José María Aznar López        | 8.089.235                     |                               | 34,56 / 100                   | 9,42                          | 141 / 265                     | 34                            | Oposició                      |                               |
| 1996                          | José María Aznar López        | 9.224.696                     |                               | 38,4 / 100                    | 3,84                          | 156 / 265                     | 15                            | Majoria absoluta              |                               |
| 2000                          | José María Aznar López        | 10.321.178                    |                               | 45,24 / 100                   | 6,84                          | 183 / 265                     | 27                            | Majoria absoluta              |                               |
| 2004                          | Mariano Rajoy Brey            | 9.635.491                     |                               | 37,81 / 100                   | ▼ 7,43                        | 148 / 265                     | ▼ 35                          | Oposició                      |                               |
| 2008                          | Mariano Rajoy Brey            | 10.144.951                    |                               | 39,86 / 100                   | 2,06                          | 154 / 265                     | 6                             | Oposició                      |                               |
| 2011                          | Mariano Rajoy Brey            | 10.061.311                    |                               | 41,9 / 100                    | 2,04                          | 186 / 265                     | 32                            | Majoria absoluta              |                               |
| 2015                          | Mariano Rajoy Brey            | 7.917.462                     |                               | 31,64 / 100                   | ▼ 0,76                        | 123 / 265                     | ▼ 63                          | Anticipades                   |                               |
| 2016                          | Mariano Rajoy Brey            | 7.372.172                     |                               | 30,88 / 100                   | ▼ 10.26                       | 137 / 265                     | 14                            | Minoria                       |                               |
| Abril de 2019                 | Pablo Casado Blanco           | 4.261.473                     |                               | 16,26 / 100                   | ▼ 14,62                       | 66 / 265                      | ▼ 71                          | Anticipades                   |                               |
| Novembre de 2019              | Pablo Casado Blanco           | 4.917.095                     |                               | 20,27 / 100                   | 4,01                          | 87 / 265                      | 21                            | Oposició                      |                               |
| 2023                          | Alberto Núñez Feijóo          | 8.160.837                     | 3.243.742                     | 33,06 / 100                   | 12,79                         | 137 / 265                     | 48                            | Oposició                      |                               |

| Eleccions al Parlament Europeu | Eleccions al Parlament Europeu | Eleccions al Parlament Europeu | Eleccions al Parlament Europeu | Eleccions al Parlament Europeu | Eleccions al Parlament Europeu | Eleccions al Parlament Europeu | Eleccions al Parlament Europeu | Eleccions al Parlament Europeu |
| Any                            | Candidat                       | Vots                           | +/–                            | %                              | +/–                            | Escons                         | +/–                            |                                |
| ------------------------------ | ------------------------------ | ------------------------------ | ------------------------------ | ------------------------------ | ------------------------------ | ------------------------------ | ------------------------------ | ------------------------------ |
| 1989                           | Marcelino Oreja Aguirre        | 3.395.015                      | N/D                            | 21,41                          | N/D                            | 15 / 60                        | N/D                            |                                |
| 1994                           | Abel Matutes Juan              | 7.453.900                      | ▲ 4.058.885                    | 40,12                          | ▲ 18,71                        | 28 / 64                        | ▲ 13                           |                                |
| 1999                           | Loyola de Palacio              | 8.410.790                      | ▲ 956.890                      | 39,74                          | ▼ 0,38                         | 27 / 64                        | ▼ 1                            |                                |
| 2004                           | Jaime Mayor Oreja              | 6.393.192                      | ▼ 2.017.598                    | 45,14                          | ▲ 5,41                         | 24 / 54                        | ▼ 3                            |                                |
| 2009                           | Jaime Mayor Oreja              | 6.670.232                      | ▲ 277.040                      | 42,12                          | ▼ 3,02                         | 24 / 50                        | Es manté                       |                                |
| 2014                           | Miguel Arias Cañete            | 4.098.339                      | ▼ 2.571.896                    | 26,09                          | ▼ 16,03                        | 16 / 54                        | ▼ 8                            |                                |
| 2019                           | Dolors Montserrat i Montserrat | 4.519.205                      | ▲ 420.866                      | 20,15                          | ▼ 5,94                         | 12 / 54                        | ▼ 4                            |                                |
| 2024                           | Dolors Montserrat i Montserrat | 5.963.074                      | ▲ 1.443.869                    | 34,20                          | ▲ 14,05                        | 22 / 61                        | ▲ 9                            |                                |

## Líders

### Presidència
| Presidència | Presidència | Presidència            | Presidència    | Presidència    |
| Número      | Imatge      | Nom                    | Inici mandat   | Final mandat   |
| ----------- | ----------- | ---------------------- | -------------- | -------------- |
| 1           |             | Manuel Fraga Iribarne  | 20 gener 1989  | 1r abril 1990  |
| 2           |             | José María Aznar López | 1r abril 1990  | 2 octubre 2004 |
| 3           |             | Mariano Rajoy Brey     | 2 octubre 2004 | 21 juliol 2018 |
| 4           |             | Pablo Casado Blanco    | 21 juliol 2018 | 2 abril 2022   |
| 5           |             | Alberto Núñez Feijóo   | 2 abril 2022   | En el càrrec   |

### Secretaria general
Informació actualitzada per un bot. Els canvis manuals es perdran quan s'actualitzi!
| Número | Imatge | Nom                                | Inici del mandat | Fi del mandat | Dades a Wikidata              |
| ------ | ------ | ---------------------------------- | ---------------- | ------------- | ----------------------------- |
| 1      |        | Francisco Álvarez-Cascos Fernández | 20-01-1989       | 30-01-1999    | Modifica les dades a Wikidata |
| 2      |        | Javier Arenas Bocanegra            | 30-01-1999       | 04-09-2003    | Modifica les dades a Wikidata |
| 3      |        | Mariano Rajoy Brey                 | 04-09-2003       | 02-10-2004    | Modifica les dades a Wikidata |
| 4      |        | Ángel Acebes Paniagua              | 02-10-2004       | 21-06-2008    | Modifica les dades a Wikidata |
|        |        | Alfonso Rueda                      | 01-01-2006       | 01-01-2016    | Modifica les dades a Wikidata |
| 5      |        | María Dolores de Cospedal García   | 21-06-2008       | 21-07-2018    | Modifica les dades a Wikidata |
| 6      |        | Teodoro García Egea                | 26-07-2018       | 22-02-2022    | Modifica les dades a Wikidata |
| 7      |        | Cuca Gamarra                       | 02-04-2022       | 05-07-2025    | Modifica les dades a Wikidata |
| 8      |        | Miguel Tellado                     | 05-07-2025       |               | Modifica les dades a Wikidata |

## Presidents de les Comunitats Autònomes
El Partit Popular té presència en totes les comunitats autònomes d'Espanya, a més de les dues ciutats autònomes. Després de les eleccions autonòmiques espanyoles de 2015 el partit popular governa en cinc de les disset autonomies i en les dues ciutats autònomes. En el període anterior (2011-2015) governava en onze autonomies i les dues ciutats.
- Partit Popular d'Andalusia: Juan Manuel Moreno Bonilla.
- Partit Popular d'Aragó: Luis María Beamonte.
- Partit Popular d'Astúries: Mercedes Fernández González.
- Partit Popular de les Illes Balears: Biel Company.
- Partit Popular de Cantàbria: María José Sáenz de Buruaga.
- Partit Popular de Canàries: Asier Antona Gómez.
- Partit Popular de Castella i Lleó: Alfonso Fernández Mañueco
- Partit Popular de Castella-la Manxa: Francisco Núñez.
- Partit Popular de Catalunya: Alejandro Fernández
- Partit Popular de la Comunitat Valenciana: Isabel Bonig.
- Partit Popular d'Extremadura: José Antonio Monago Terraza.
- Partit Popular de Galícia: Alberto Núñez Feijoo, (President de Galícia).
- Partit Popular de la Comunitat de Madrid: Pio García Escudero.
- Partit Popular de la Regió de Múrcia: Fernando López Miras
- Partit Popular de Navarra: Ana Beltrán Villalba.
- Partit Popular de la Rioja: José Ignacio Ceniceros.
- Partit Popular del País Basc: Amaya Feznandez
- Partit Popular de Ceuta: Juan Jesús Vivas Lara (Alcalde-President de Ceuta).
- Partit Popular de Melilla: Juan José Imbroda Ortiz

## Noves Generacions

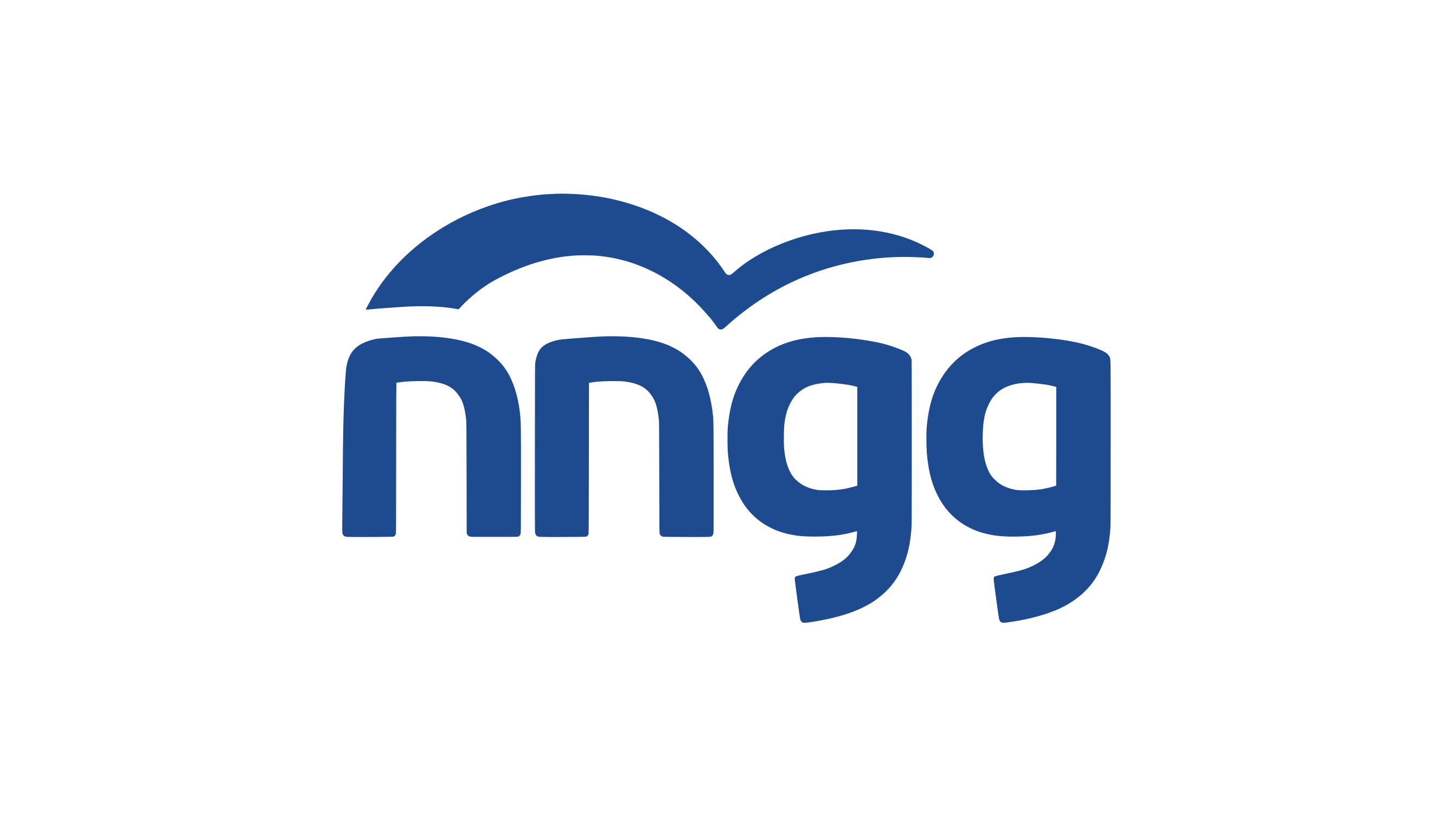
Bandera de "Nuevas Generaciones"

La branca juvenil del Partit Popular, a tot Espanya, es diu Nuevas Generaciones (Noves Generacions)

## Partit Popular de la Comunitat Valenciana
La secció del País Valencià del Partit, coneguda com a Partit Popular de la Comunitat Valenciana, està dirigida actualment per Isabel Bonig Trigueros. És la segona secció més forta del partit a tot Espanya, tant pel nombre de sufragis, com de membres electes al Congrés dels Diputats, a les Corts Valencianes i als Ajuntaments i Diputacions Provincials.
Des de 1995 governa a la Generalitat Valenciana i les capitals de les tres províncies, totes elles amb majoria absoluta. Va recolzar-se del partit Unió Valenciana per obtenir el govern de la ciutat de València a 1991 i el de la Comunitat el 1995 i després ha ocupat l'espai polític d'aquesta formació. A banda del president són figures rellevants de la dreta valenciana Eduardo Zaplana, Rita Barberà, Carlos Fabra i Luis Díaz Alperi.
El partit popular, al País Valencià, ha estat acusat de facilitar la destrucció del territori facilitant la requalificació de terrenys agraris convertint-los en urbans. Exemple d'açò seria Marina d'Or a Orpesa, o la investigació que la comissió europea va portar a terme l'any 2008 sobre la LRAU i la LEV, aprovades pel Partit Popular. L'any 2007 va impulsar el tancament de repetidors de TV3 al País Valencià, al·legant que emetien de forma alegal, utilitzant freqüències sense assignar propietat del Govern d'Espanya.
En els últims temps hem sentit com alguns dels seus membres negaven la unitat de la llengua catalana, com és el cas d'Esteban González Pons, que a un debat televisiu que va tenir lloc a TVE, va dir: "Es un placer decir a ERC en un debate preelectoral que el valenciano y el catalán no son lo mismo; y mientras el PP represente al pueblo valenciano, no impondrán su lengua en la Comunitat Valenciana", contestant als representants d'ERC i CiU.
Destaca també la subvenció que reben les escoles privades enfront de l'abandonament de l'ensenyament públic, sobretot a les ciutats de València i Alacant, la construcció d'Hospitals privats com els d'Alzira i Torrevella, en compte de potenciar altres de públics com el de Sant Joan és una altra característica, aquesta de política sanitària. Per acabar destaca la promoció d'esports com la vela amb esdeveniments com la Copa Amèrica de vela o la Volvo Ocean Race. Altre èxit de la política popular de portar esdeveniments de fama mundial al País Valencià va ser el Gran Premi d'Europa de Fórmula 1, que es va portar a terme per primera vegada a València l'any 2008.
El juliol de 2015, després que Alberto Fabra renunciàs a la presidència del PP valencià arran dels resultats electorals a les eleccions autonòmiques de maig, Isabel Bonig Trigueros va ser escollida per aclamació pel comité executiu i la junta directiva del PP valencià com a presidenta, després d'haver estat designada per a aquests càrrecs per la direcció estatal del partit. Per primera vegada des del 1999 i després de vint anys de governs conservadors, el PPCV va perdre la majoria absoluta. Aquesta situació permeté l'Acord del Botànic els partits de l'esquerra (PSPV-PSOE, Coalició Compromís i Podem) sumaven majoria absoluta, i governaren plegats fins que després de les eleccions a les Corts Valencianes de 2023 el candidat popular, Carlos Mazón, va haver de negociar un pacte de govern amb Vox, que es va tancar ràpidament.

## Partit Popular de Catalunya
La secció catalana del Partit, tot i que sense cap mena d'autonomia, coneguda com a Partit Popular de Catalunya, està dirigida, des de novembre de 2018, per Alejandro Fernández Álvarez, vuitè president de la formació política.
El Partit Popular de Catalunya ha donat a vegades suport a CiU en el passat per tal que el seu candidat fos investit president i formés govern al Principat (quan la federació nacionalista no havia obtingut majoria absoluta), si bé sempre sense incorporar-se pròpiament al govern. Ha estat així fins al 2003, quan aquesta combinació no tenia majoria i en canvi es formà un govern tripartit d'esquerres.

## Partit Popular de Balears
El pacte subscrit entre el PSIB-PSOE, Bloc per Mallorca, UM, PSM-eV i Eivissa pel Canvi després de les eleccions de 2007 va deixar el Partit Popular de les Illes Balears (PPIB) fora de totes les principals institucions illenques (Govern Balear, Consell de Mallorca, Consell de Menorca, Consell d'Eivissa, Consell de Formentera i Cort (Ajuntament de Palma), provocant la partida del seu president Jaume Matas, que deixà la política i se n'anà al sector privat dels Estats Units. Rosa Estaràs Ferragut fou nomenada coordinadora i l'11 de setembre de 2009 anuncià la seva dimissió a causa de "problemes de salut" i el nou president passà a ser José Ramón Bauzà, vicepresident del partit fins aleshores, i batle de Marratxí. A finals de juliol de 2015 Miquel Vidal Vidal fou nomenat president interí del PPIB arran de la dimissió de Bauzá, fins que el 26 de març de 2017 Gabriel Company Bauzá fou escollit el 7è President del PPIB, càrrec que ostentà fins al 24 de juliol de 2021 on Margalida Prohens Rigo el succeí.